# Bystřice (Dubí)
Bystřice je část města Dubí v okrese Teplice. Nachází se na jihovýchodě Dubí. V roce 2009 zde bylo evidováno 349 adres. V roce 2011 zde trvale žilo 1 184 obyvatel.
Bystřice leží v katastrálním území Dubí-Bystřice o rozloze 1,16 km2.

## Historie
Nejstarší písemná zmínka pochází z roku 1502.

## Obyvatelstvo
|                                                               | 1869 | 1880 | 1890  | 1900  | 1910  | 1921  | 1930  | 1950  | 1961  | 1970  | 1980  | 1991  | 2001  | 2011  |
| ------------------------------------------------------------- | ---- | ---- | ----- | ----- | ----- | ----- | ----- | ----- | ----- | ----- | ----- | ----- | ----- | ----- |
| Obyvatelé                                                     | 367  | 976  | 1 695 | 2 691 | 2 712 | 2 373 | 2 821 | 1 656 | 1 696 | 2 395 | 2 217 | 1 337 | 1 174 | 1 184 |
| Domy                                                          | 52   | 96   | 124   | 174   | 173   | 173   | 235   | 288   | .     | 385   | 377   | 251   | 232   | 248   |
| Počet domů z roku 1961 je zahrnut v domech místní části Dubí. |      |      |       |       |       |       |       |       |       |       |       |       |       |       |